# No Cities to Love
No Cities to Love è l'ottavo album in studio del gruppo rock statunitense Sleater-Kinney, pubblicato nel 2015 a distanza di dieci anni dal precedente.

## Tracce
1. Price Tag – 3:54
2. Fangless – 3:34
3. Surface Envy – 3:06
4. No Cities to Love – 3:05
5. A New Wave – 3:38
6. No Anthems – 3:19
7. Gimme Love – 2:16
8. Bury Our Friends – 3:23
9. Hey Darling – 2:25
10. Fade – 3:37

## Critica
Il disco è stato inserito, alla posizione #27, nella classifica dei migliori album del 2015 secondo Pitchfork e alla posizione #14 della stessa classifica stilata da Billboard.